# Чхота-Нагпур
Чхота-Нагпур (на хинди: छोटा नागपुर पठार) е обширно плато в Индия.
Наамира се в североизточната част на Деканското плато, стъпаловидно понижаващо се на север към Индо-Гангската равнина. Дължина около 400 km, ширина до 200 km. Максимална височина връх Параснатх 1366 m, издигащ се в североизточната му част. Изградено е от гнайси и кварцити, които на запад са препокрити от базалтови лави. Повърхността му е вълнообразна с остатъчно стърчащи върхове, изградени от плътни пясъчници и разчленена от широки долини. растителността е от саванен тип. Разработват се находища на желязна руда (Сингхбхум), алуминий (Ранчи), каменни въглища (Каранпура, Ранигандж) и др. Звачителни територии от платото са земеделски усвоени. Изградена е голяма напоителна система на река Дамодар и нейните притоци.